# أوبجكت باسكال
أوبجكت باسكال هي تطوير للغة الباسكال وإدخال البرمجة الكائنية فيها. وقد صدرت أول مرة في شركة أبل كمبيوتر عام 1983، لذلك هي من اللغات الأولى التي دعمت البرمجة الكائنية المنحى. ثم تلتها تيربو 5.5 من شركة بورلاند عام 1989. وكان الأنتشار الأهم لهذه اللغة هو استخدامها في أداة التطوير دلفي . كذلك فهي اللغة المستخدمة في مترجم فري باسكال.
تتميز لغة أوبجكت باسكال بإمكاناتها العالية وسهولتها في استخدام البرمجة الكائنية والهيكلية، وتنتج عنها برامج تمتاز بسرعة وكفائة عاليتين متمثلة في أنها تنتج عنها برامج طبيعية Native Applications تتخاطب مباشرة مع نواة نظام التشغيل ومكتباته بدون الحاجة لبرامج وسيطة مثل الـ (آلة افتراضية).
أمثلة لأدوات التطوير التي تستخدم لغة أوبجكت باسكال:
1. دلفي
2. لازاراس والتي بدورها تستخدم مترجم فري باسكال Free Pascal

مثال لبرامج:
```
program
 
ObjectPascalExample
;

 

type

  
THelloWorld
 
=
 
class

    
procedure
 
Put
;

  
end
;

 

procedure
 
THelloWorld
.
Put
;

begin

  
Writeln
(
'Hello, World!'
)
;

end
;

 

var

  
HelloWorld
:
 
THelloWorld
;
               
{ this is an implicit pointer }

 

begin

  
HelloWorld
  
:=
 
THelloWorld
.
Create
;
      
{ constructor returns a pointer }

  
HelloWorld
.
Put
;
                        
{ this line dereferences the pointer }

  
HelloWorld
.
Free
;

end
.

```